# Taquaraçu de Minas
Taquaraçu de Minas är en kommun i Brasilien.   Den ligger i delstaten Minas Gerais, i den sydöstra delen av landet, 600 km sydost om huvudstaden Brasília. Antalet invånare är 3 792.
Omgivningarna runt Taquaraçu de Minas är huvudsakligen savann. Runt Taquaraçu de Minas är det glesbefolkat, med 10 invånare per kvadratkilometer.